# Храм Вофо
Храм Вофо (кит. спр. 卧佛寺, піньїнь: Wòfó Sì, акад. Вофо си пиньинь Wòfó Sì, пал. Вофо си) — буддійський храм біля ботанічного саду за 20 км від центру Пекіна, КНР. Храм відомий під назвою «Лежащий Будда» через велику статую Будди, що лежить, створена в 1321.

## Історія
Храм збудований у 7 столітті та названий Долу. Протягом століть храм руйнувався та відбудовувався наново, його ім'я змінювалося.
Нинішній комплекс зведено у 1734. Перший лежачий Будда вирізаний з пісковика.
У 1321 при Юань Будда з пісковика замінений бронзовою статуєю довжиною 5,2 м і вагою 2.5 тонни.

## Планування
Лежить на осі Північ-Південь, ворота та за воротами три зали. Невеликі зали з обох боків дороги є келями ченців та гостьовими будиночками. Спочатку йде зал Небесних Царів, за ним зал Будд Трьох світів, далі зал Лежачого Будди.